# Stelton
 Ikke at forveksle med Stilton.
Stelton A/S er et dansk mærke og virksomhed grundlagt i 1960. De fremstiller daglidagsvarer som kaffestel, termokander, drikkeglas, bestik og andet, designet af verdenskendte designere som Arne Jacobsen, Erik Magnussen og Paul Smith.
Mest kendt af firmaets produktserier er nok Cylinda-line, designet af Arne Jacobsen, som fortsat er en af hovedpillerne i Steltons sortiment.

## Historie
Stelton blev grundlagt i 1960 som et handelsselskab af Niels Stellan Høm og Carton Madelaire. I starten forsøgte de at sælge sportssko og møbler, men forretningen slog ikke rigtig an.
De begyndte et samarbejde med Danish Stainless i Fårevejle Stationsby, som producerede husgeråd i rustfrit stål. Blandt de første produkter var en sovseskål som solgte som varmt brød i Danmark og i udlandet.
Peter Holmblad tiltrådte som administrerende direktør og designede nye kataloger, emballage og grafisk design.
Med en vision om at skabe noget nyt og anderledes gik Peter Holmblad til sin stedfar, Arne Jacobsen, og fik ham overtalt til at designe et nyt kaffe- og te-stel i rustfrit stål. Resultatet blev det berømte Cylinda-line, der fik ID prisen i 1967.
Efter Arne Jacobsens død i 1971 blev det umuligt at udvide Cylinda-line, og med ønsket om at tilføje et vacuumkrus til produktrækken trådte Erik Magnussen til som ny husdesigner. Det nye produkt blev ligeledes fremstillet i cylindrisk blankpoleret rustfrit stål. Kruset fik ID prisen i 1977 og har solgt mere end 10 millioner enheder siden 1977.
Samarbejdet mellem Peter Holmblad og Erik Magnussen fortsatte i 30 år. Ved indtrædelsen til det 21. århundrede havde Stelton det økonomisk dårligt, med stærkt faldende salg og svigtende interesse for firmaets produkter.
I 2004 fratrådte Steltons direktør Peter Holmblad stillingen og overlod roret til Michael Ring, tidl. administrerende direktør for Georg Jensen.
Efter Michael Rings overtagelse af firmaet blev hele administrationen flyttede fra lokaler i Hellerup til et omdannet pakhus på Christianshavn.
Michael Ring trimmede produktlinierne og inviterede flere nye designere ind til at skabe nye produkter. Således er de gamle klassikere i rustfrit stål blevet suppleret af ny produkter i melaminplast, glas og stof, og ved flere af de nye produkter blandes materialerne for at skabe ny, spændende design.
Til Steltons 50-års jubilæum i 2010 blev Paul Smith bedt om at forny Arne Jacobsens klassiske Cylinda-line. Fornyelsen bestod i tilføjelse af kraftige pastelfarver til indersiden af de cylindriske stålprodukter og på de karakteristiske håndtag på seriens kaffe- og tekander. Desuden blev der i begrænset antal fremstillet en speciel udgave af Cylinda-sættet belagt med sort titanium og med indgraverede citater fra Paul Smith.

## Priser og andre udmærkelser
Gennem årene har Stelton A/S og dets designere og produkter modtaget en lang række priser for deres tidløse produkter, der fortsat skiller sig ud fra andre på markedet.
- Design Plus Award 2010 – Shopnic / design: Klaus Rath
- Design Plus Award 2010 – Simply termos / design: Klaus Rath
- Design Plus Award 2010 – Simply espresso / design: Nielsen Innovation
- Design Plus Award 2010 – Ice away / design: Klaus Rath
- red dot: best of the best 2009 – Shopnic / design: Klaus Rath
- red dot design award 2009 – Potter / design: Jehs & Laub
- red dot design award 2009 – To Go / design: Designit
- iF design award 2009 – Check-in Bag / design: Designit
- red dot design award 2008 – Visby / design: Kim Buch
- red dot design award 2008 – Bønne / design: Flemming Bo Hansen
- Den danske designpris, klassikerprisen 2007 – Vacuum jug / Erik Magnussen
- Design Plus Award 2007 – Breadbag / Klaus Rath
- iF design award 2007 – 21st / design: Designit
- red dot design award 2007 – 21st / design: Designit
- Observeur du Design 2006 – i:cons / design: Designit
- iF design award 2006 – Rebel / design: Johan Verde
- iF design award 2006 – Pingo / design: John Sebastian Studio v/John Sebastian Lauersen,
- red dot design award 2005 – i:cons / design: Designit
- Formlandprisen 2005 – Distinction / design: Bente Hansen
- red dot design award 2005 – Minibrewer / design: Frederik Gundelach
- Formlandprisen 1998 – Parkig disc / design: Torben Rasmussen
- iF design award 1992 – Vacuum jug / design: Erik Magnussen
- ID-prisen 1987 – Salad bowl / design: Erik Magnussen
- ID-prisen 1977 – Vacuum jug / design: Erik Magnussen
- ID-prisen 1967 – Cylinda-Line / design: Arne Jacobsen

## Eksterne Henvisninger
- http://www.stelton.dk/ – Steltons officielle website